# Keith Woodward
Keith Woodward (* 18. Januar 1951) ist ein US-amerikanischer Bi- und Duathlet, Skilangläufer, Crossläufer und Kanu-Triathlet.
Keith Woodward aus East Corinth arbeitet in den schneefreien Monaten des Jahres als Zimmermann und Produzent von Ahornsirup, im Winter als Pistenraupenfahrer. Er betreibt seit 1976 Biathlon. Er qualifizierte sich erstmals für die Sommerbiathlon-Weltmeisterschaften 1998 in Osrblie und belegte dort an der Seite von Marc Sheppard, Shaun Marshall-Pryde und Erich Wilbrecht den fünften Platz im Staffelrennen. Es dauerte weitere achte Jahre, bis Woodward zum zweiten Mal, nun in Ufa an Sommerbiathlon-Weltmeisterschaften teilnahm und 26. Plätze in Sprint und Verfolgung erreichte. An den Sommerbiathlon-Weltmeisterschaften 2001 konnte er nicht teilnehmen, da nach den Anschlägen auf das World Trade Center vom 11. September des Jahres das US-Team zurückgezogen wurde. Die Teilnahme an der WM 2009 in Oberhof verpasste er knapp gegen Jason Hettenbaugh.
Im Duathlon wurde Woodward bei den Weltmeisterschaften 2008 in Rimini 13., 2009 in Concord Siebter. Bislang (Stand 2002) wurde er je fünfmal (Stand 2009) US-Meister im Sommerbiathlon und im Skilanglauf, zweimal im Kanu-Triathlon sowie einmal im Fahrrad-Duathlon. Zudem gewann er Masters-Rennen im Querfeldeinlauf.